# Cyathea valdecrenata
Cyathea valdecrenata là một loài thực vật có mạch trong họ Cyatheaceae. Loài này được Domin mô tả khoa học đầu tiên năm 1929.